# 楽しいムーミン一家 ムーミン谷の彗星
『楽しいムーミン一家 ムーミン谷の彗星』（たのしいムーミンいっか ムーミンだにのすいせい）は、1992年8月8日から公開された、テレビアニメ『楽しいムーミン一家』の劇場版である。

## 概要
原作はフィンランドの画家・作家のトーベ・ヤンソンのスウェーデン語で出版された小説。1992年に『リトルツインズ ぼくらの夏が飛んでいく』と『花の魔法使いマリーベル フェニックスのかぎ』とともに3本立てとして公開された。3本立ての公開に伴い、一部シーンはカットされての劇場公開となった。英語版の劇場公開はされていない。テレビシリーズ前の出来事として、ムーミン一家がムーミン谷に越してきた直後を描いているが、テレビシリーズ放送中に登場したフィヨンカ一家が登場するなど、矛盾点も見られる。
2010年、ムーミン生誕65周年を記念して、主要キャスト（高山みなみ、谷育子、佐久間レイ、子安武人）によるコメンタリーと、英語版の吹き替え音声を収録したリマスター盤のDVDソフトが発売された。

## あらすじ
引っ越してきたばかりのムーミン一家は、ジャコウネズミから地球に迫ってくるという彗星の話を聞く。もっと詳しいことを知るため、ムーミンはミイ、スニフと共に、おさびし山にある天文台へ向かう旅に出る。スナフキン、フローレン、スノークといったおなじみのキャラクターたちとの最初の出会いや、襲いかかる怪物や彗星への恐怖と闘いながら、仲間たちは旅をつづける。

## キャスト
- ムーミン・トロール：高山みなみ
- フローレン：かないみか
- スニフ：中尾隆聖
- ミイ：佐久間レイ
- スナフキン：子安武人
- ムーミンママ：谷育子
- ムーミンパパ：大塚明夫
- ヘムレン：矢田稔
- フィヨンカ夫人（フィリフヨンカ）：島本須美
- ヘムル署長：土師孝也
- スノーク：平田康之
- ミムラ姉さん：小林優子
- 天文学者A：立木文彦
- 天文学者B：池田一臣
- スクルット:石野竜三
- ジャコウネズミ：山内雅人

## スタッフ
- 原作：トーベ・ヤンソン、ラッセ・ヤンソン
- 企画・製作：多葉田一夫
- 脚本：宮崎晃
- キャラクターデザイン・作画監督：山﨑登志樹
- 美術監督：河野次郎
- 撮影監督：白井久男
- 編集：森田清次
- 録音監督：斯波重治
- 音楽：白鳥澄夫
- 効果：佐藤一俊
- 録音スタジオ：東京テレビセンター
- 録音製作：オムニバスプロモーション
- プロデューサー：田村學、宮下勇治
- 監督・絵コンテ：斎藤博
- 演出：小島正幸
- アニメーション制作：ビジュアル80
- 制作・著作：テレスクリーン

## 主題歌
オープニングテーマ 「しあわせのモルガーネ」
作詞・作曲 - 白鳥英美子、おおのふたば / 編曲 - 渡辺雅二 / 歌 - 白鳥英美子 / 発売元 – キングレコード
エンディングテーマ「この宇宙（そら）へ、伝えたい」
作詞 - 白鳥英美子 / 作曲 - 白鳥澄夫 / 編曲 - 渡辺雅二 / 歌 - 白鳥英美子 / 発売元 - キングレコード

## 映像ソフト化
- 本編のDVDは2006年12月22日発売。
- 2010年9月3日に主要キャストコメンタリー、英語吹き替え音声が収録されたリマスター盤DVDを発売。
- 2012年12月21日に発売された「楽しいムーミン一家」BD-BOXに収録されている。